# Вишняково (Курганская область)
Вишняково (тат. Бишнәк) — деревня в Альменевском районе Курганской области России. Входит в состав Ягоднинского сельсовета.

## География
Деревня находится на юго-западе Курганской области, на юго-западном берегу озера Вешнякколь, на расстоянии примерно 22 километров (по прямой) к юго-востоку от села Альменево, административного центра района. Абсолютная высота — 164 метра над уровнем моря.

### Часовой пояс
Вишняково, как и вся Курганская область, находится в часовой зоне МСК+2. Смещение применяемого времени относительно UTC составляет +5:00.

## История
Ичкинские татары
являются наиболее ранними переселенцами, пришедшими на территорию Альменевского района. Они переселились в Зауралье после падения Казанского ханства. Дойдя до одного из притоков реки Исеть, они решили основать здесь свое поселение. Этот населенный пункт и приток реки они называли «Эцкен» (ичкин) – от глагола «пить». В 1963 году с. Ичкино переименовано в с. Юлдус Юлдусского сельсовета Шадринского района Курганской области.
В 1586 году двенадцать родов переселились из д. Ичкино на территорию современного Альменевского района, которая впоследствии стала Ичкинской волостью. Среди переселенцев были Тынкачевы, Байбулатовы, Анваровы, Асановы, Уразметовы, Искаевы, Кампачевы, Юмаевы, Мансуровы, Алферовы, Барашевы, Барамыковы. Причем трое последних переселенцев были русскими. Впоследствии они, отатарившись, приняли ислам. Они жили в трех деревнях: Билькау (Бельково), Учкулево (Трехозерная) и Цияле (Цилле, Бишняк, Вишняково) и считались беломестными казаками.
Вишнякова относилась к Ичкинской волости Исетской провинции, затем Челябинского уезда Оренбургской губернии.
В «Списке населенных мест Российской империи», изданном в 1871 году, населённый пункт упомянут как башкирская деревня Вишнякова (Сорочья) Челябинского уезда (3-го стана), при озере Вишнякове, расположенная в 165 верстах от уездного города Челябинска. В деревне насчитывалось 85 дворов и проживало 507 жителей (266 мужчин и 241 женщина). Действовала мечеть.
В начале лета 1918 года была установлена белогвардейская власть (26 мая белочехи захватили г. Челябинск, 4 июня — станцию Шумиха).
15 июля 1919 года на Восточном фронте против Колчака 1-й Симбирский рабочий полк у д. Парамоново вел ожесточенный бой с 
белоказаками. Бой длился 20 часов и закончился разгромом белых. В бою погиб командир полка Космовский и его помощник Фокин.
После освобождения от белых в 1919 году был образован Яланский кантон Автономной Башкирской Советской Республики с центром в с. Танрыкулове (с 7 марта 1922 — в д. Парамоново).
В 1919 году образован Вишняковский сельсовет, упразднён 14 мая 1959 года.
Постановлением ЦИК СССР 3 ноября 1923 года была образована Уральская область. Центром Катайского района стало с. Альменево. По данным на 1926 год состояла из 233 хозяйств.
20 апреля 1930 года ВЦИК и СНК приняли постановление — ликвидировать Яланский и Катайский районы, образовать на их территории один объединенный район — Ялано-Катайский с центром с. Сафакулево.
17  декабря 1940 года вышел Указ Президиума Верховного Совета РСФСР № 616/188 о разделении Ялано-Катайского района Челябинской области на Альменевский и Сафакулевский районы.
Решением Курганского облисполкома № 190 от 14 мая 1959 года с. Вишняково перечислено в состав Парамоновского сельсовета.
1 февраля 1963 года Альменевский район упразднён, Альменевский сельсовет включен в Целинный сельский район, а с 3 марта 1964 года — в Шумихинский сельский район. 12 января 1965 года вновь образован Альменевский район.
Решением Курганского облисполкома № 197 от 12 мая 1965 года д. Вишняково перечислено в состав вновь образованного Ягодинского сельсовета.
В годы Советской власти жители Вишняково работали в Катайском мясо-молочном совхозе, затем в Альменевском мясо-молочном совхозе.

## Население
| 1866 | 1868 | 1891 | 1900 | 1916  | 1926 | 1989 |
| ---- | ---- | ---- | ---- | ----- | ---- | ---- |
| 507  | ↗523 | ↗780 | ↘640 | ↗1130 | ↘962 | ↘391 |
| 2002 | 2010 |      |      |       |      |      |
| ↘353 | ↘203 |      |      |       |      |      |

Гендерный состав
По данным Всероссийской переписи населения 2010 года в гендерной структуре населения мужчины составляли 47,8 %, женщины — соответственно 52,2 %.
Национальный состав
Согласно результатам переписи 2002 года, в национальной структуре населения татары составляли 94 %.
По переписи населения 1926 года проживало 962 человека, из них татары 943 чел., киргизы (казахи) 18 чел.

## Инфраструктура
В деревне функционируют начальная школа, фельдшерско-акушерский пункт, культурно-образовательный центр, библиотека и мечеть (открыта 29 июля 2014 года).

## Улицы
Уличная сеть населённого пункта состоит из 4 улиц.

## Транспорт
К западу от деревни проходит автодорога Р328 Шумиха—Усть-Уйское.